# Яслам, Райан
Райан Яслам (араб. ريان يسلم‎, полное имя Райан Яслам Мохаммед Абудан аль-Джабери; род. 23 ноября 1994, Эль-Айн, Abu Dhabi) — эмиратский футболист, центральный полузащитник футбольного клуба «Шарджа» и игрок национальной сборной ОАЭ по футболу.

## Клубная карьера
Райан Яслам начал свою карьеру в футбольном клубе «Аль-Айн» и выступает за команду с 1 июля 2015 года.

## Международная карьера
Яслам дебютировал за сборную Объединённых Арабских Эмиратов 17 декабря 2017 года в товарищеском матче против Ирака.